# Leszek Lindner
Leszek Lindner (ur. 10 lipca 1938 w Warszawie) – polski geolog i polarnik, specjalista w zakresie geologii czwartorzędu, stratygrafii, paleogeografii oraz kartografii geologicznej. Profesor zwyczajny Uniwersytetu Warszawskiego, wieloletni wiceprzewodniczący Komitetu Badań Czwartorzędu PAN i członek Centralnej Komisji ds. Stopni i Tytułów. Profesor nauk o Ziemi.

## Życiorys
W 1963 ukończył studia na Wydziale Geologii Uniwersytetu Warszawskiego. Obronił pracę magisterską Czwartorzęd obszaru położonego między Żarnowcem a Charsznicą napisaną pod kierunkiem prof. dr. hab. Stefana Zbigniewa Różyckiego. Doktoryzował się w 1968 na tym samym wydziale na podstawie rozprawy Stratygrafia plejstocenu i paleogeomorfologia północno-zachodniego obrzeżenia Gór Świętokrzyskich, napisanej również pod kierunkiem prof. Różyckiego. Stopień naukowy doktora habilitowanego uzyskał w 1975 na podstawie pracy Zlodowacenia plejstoceńskie w zachodniej części Gór Świętokrzyskich.
Zawodowo związany z Wydziałem Geologii Uniwersytetu Warszawskiego. W latach 1976–2010 kierował Zakładem Geologii Czwartorzędu. W latach 1981–1984 pełnił funkcję zastępcy dyrektora, a w latach 1984–1987 dyrektora Instytutu Geologii Podstawowej. Obecnie jest profesorem emerytowanym.
Wypromował 6 doktorów, 70 magistrów i 4 licencjatów.
Prowadził badania na Spitsbergenie, w Afganistanie, Uzbekistanie, Ukrainie i Białorusi oraz w wielu rejonach Polski. Jest autorem lub współautorem 418 publikacji naukowych, w tym kilkunastu monografii. Współautor i redaktor naukowy pierwszego polskiego podręcznika geologii czwartorzędu: Czwartorzęd. Osady, metody badań, stratygrafia (Warszawa 1992, ISBN 83-85636-01-3).
Odznaczony Krzyżem Kawalerskim Orderu Odrodzenia Polski (1988) i Medalem Komisji Edukacji Narodowej (1995).